# Изморозь

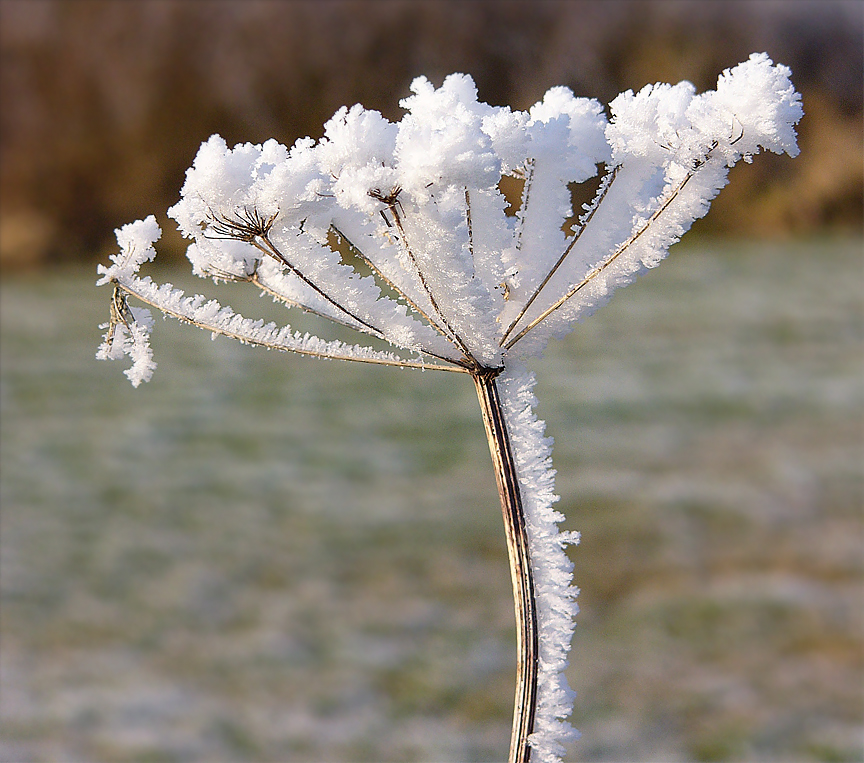
Изморозь

И́зморозь — вид атмосферных осадков, представляет собой кристаллические или зернистые отложения льда на тонких и длинных предметах (ветвях деревьев, проводах) при влажной морозной погоде. На поверхности предметов, крышах зданий и автомобилей изморозь отлагается очень слабо (в отличие от инея).
Изморозь отличают от инея и гололёда.

## Виды

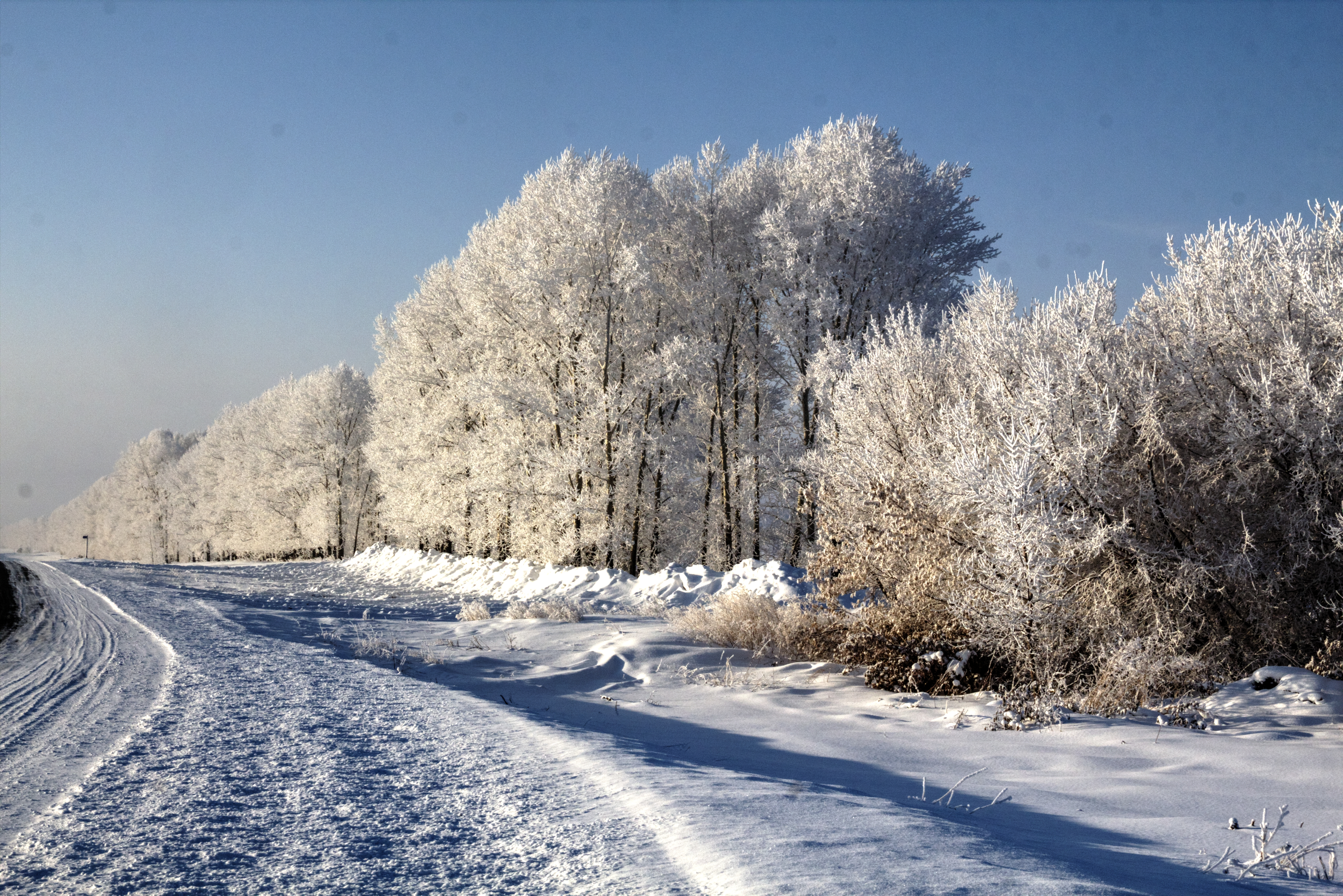
Изморозь в Алтайском крае

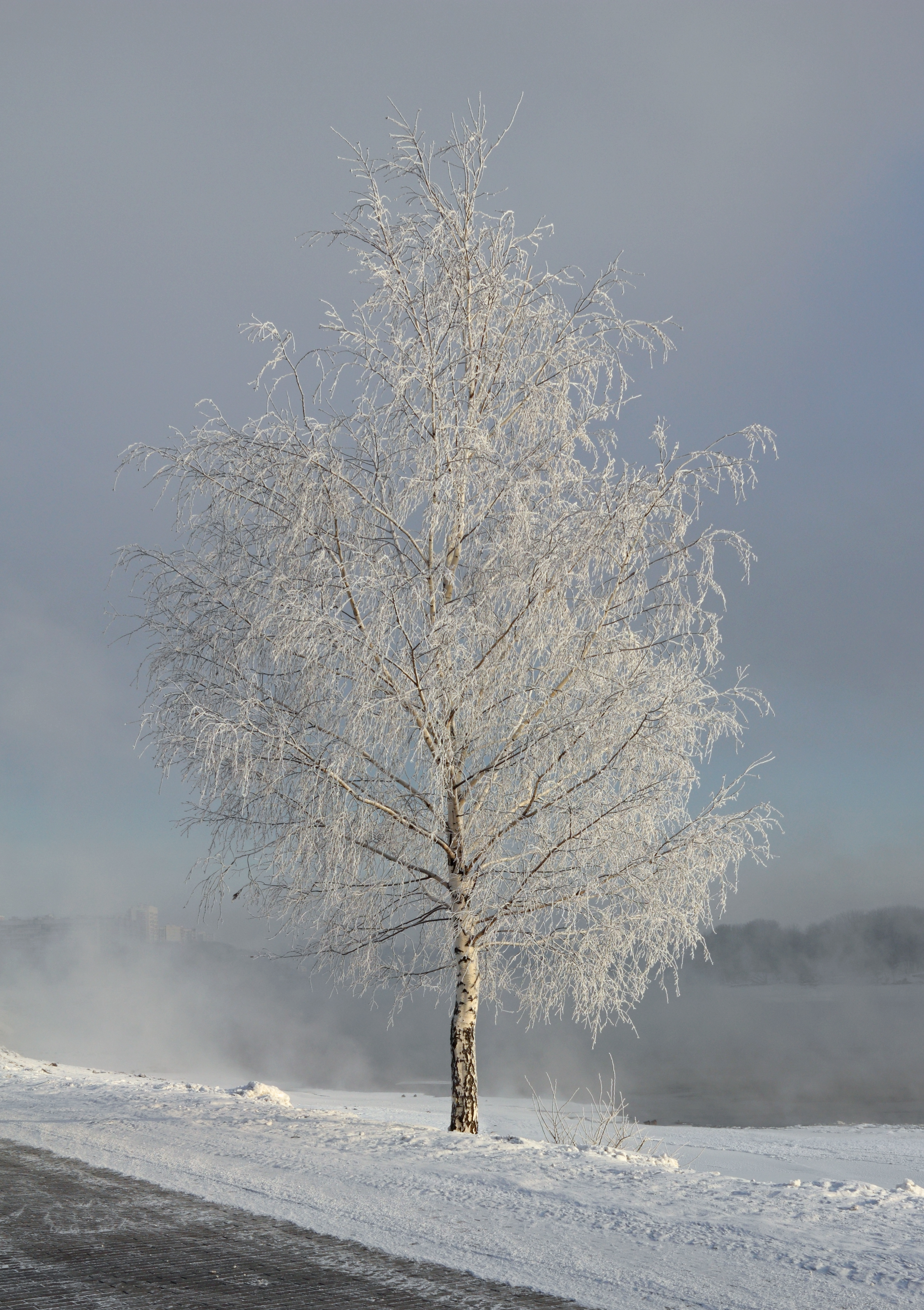
Берёза в изморози. Москва

- Кристаллическая изморозь — кристаллический осадок, образующийся в результате десублимации водяного пара в виде пушистых гирлянд. Наблюдается в малооблачную морозную погоду при температуре воздуха ниже −10  °C, при дымке или ледяном тумане при слабом ветре. Отложение изморози происходит, чаще всего, в течение нескольких часов ночью; днём она постепенно осыпается под воздействием солнечных лучей, однако в облачную погоду и в тени может сохраняться в течение всего дня.
- Зернистая изморозь — снеговидный осадок, образующийся в результате оседания мелких капелек переохлаждённого тумана в любое время суток при температуре воздуха от нуля до −10  °C и умеренном или сильном ветре. Нарастание продолжается столько, сколько длится туман и ветер (обычно несколько часов, а иногда и несколько суток). Сохранение отложившейся зернистой изморози может продолжаться до нескольких суток. При укрупнении капель тумана может перейти в гололёд, а при понижении температуры воздуха в сочетании с ослаблением ветра и уменьшением количества облачности в ночное время — в кристаллическую изморозь.